# Florian Thauvin
Florian Thauvin (ur. 26 stycznia 1993 w Orleanie) – francuski piłkarz występujący na pozycji pomocnika.

## Kariera klubowa
Od 2008 szkolił się w szkółce piłkarskiej Grenoble Foot 38. W 2011 zadebiutował w drużynie zawodowej Grenoble Foot 38 na szczeblu Ligue 2. 26 lipca 2011 roku podpisał kontrakt z SC Bastia. W 2012 roku zagrał swój pierwszy mecz w Ligue 1 przed FC Sochaux i zdobył swoją pierwszą bramkę przeciwko Girondins Bordeaux. Zdobył swój pierwszy dublet w tym samym meczu.
29 stycznia 2013 roku podpisał kontrakt z Lille OSC, ale został natychmiast wypożyczony do SC Bastia, aby zakończyć sezon.
2 września 2013 po tygodniach negocjacji, został zawodnikiem Olympique Marsylii, która zapłaciła za niego 15 milionów euro.

## Odznaczenia
- Chevalier Legii Honorowej – nadanie 2018[3], wręczenie 2019[4][5]